# Luca Nanni
Luca Nanni (Città di San Marino, 12 dicembre 1978) è un ex calciatore sammarinese, di ruolo difensore.
Leggenda del calcio sammarinese che ha giocato per molti anni nella sua nazionale, scontrandosi con giocatori di fama mondiale come: Fernando Torres, Sergio Ramos, Zlatan Ibrahimovic, Mbo Mpenza, Iker Casillas, ect.

## Carriera

### Club
Ha giocato nella prima divisione sammarinese, tra nazionale e campionato, portando per varie volte alla vittoria il Tre Penne e aggiudicandosi addirittura un titolo sammarinese.

### Nazionale
Con la Nazionale di calcio di San Marino ha preso parte alle qualificazioni all'Europeo 2004 (una partita) e al Mondiale 2006 (4 gare).

## Palmarès

### Club

#### Competizioni nazionali
- Campionato sammarinese: 1

Tre Penne: 2011-2012